# Gheorghi Vinogradov
Gheorghi Vinogradov (în rusă Георгий Павлович Виноградов; n. 3/16 noiembrie 1908, Kazan, Imperiul Rus – d. 11 noiembrie 1980, Moscova, RSFS Rusă, URSS) a fost un cântăreț rus.